# 中國—莫桑比克關係
中國—莫桑比克關係（葡萄牙語：Relações entre China e Moçambique），是指歷史上的中國和莫桑比克、以至現在中華人民共和國與莫桑比克共和国之間的雙邊關係。

## 歷史

### 1400年代至1900年代
根據一些海外研究，郑和在下西洋時曾經來到今天莫桑比克的索法拉地區，可能是首個到達當地的华人；莫桑比克在18世紀末開始有华侨定居，但有關莫桑比克华侨的文字記載要追溯到1875年。19世纪末的中國政局搖擺不定，经济環境亦不佳，人們被迫离乡別井，到外地謀生，其中有些人選擇移居到莫桑比克；當時葡萄牙統治下的澳门亦會強迫觸犯法律的华人居民到同為葡國殖民地的莫桑比克做工，他們在工期结束後會留在當地自生自灭，不會被送回澳门。莫桑比克獨立前，华侨對當地经济有著举足轻重的作用；他們和政府之間的关系良好，政府不限制华人子弟的教育，也不會剝削华人行动、言论、结社、教育等的自由。

### 1960年代至今
莫桑比克獨立戰爭爆發後；中華人民共和國向爭取獨立的當地人民提供武器，又道義上支持莫桑比克獨立。1975年6月25日，莫桑比克人民共和国正式成立，中華人民共和國在當天與該國建交；中方對莫桑比克人民爭取民族獨立的「偉大勝利」予以「熱烈祝賀」，又讚揚莫桑比克解放陣線和薩莫拉·馬謝爾領導下的人民爲爭取獨立、建立人民政權而進行的戰爭:210。
奉行社会主义的莫桑比克政府推行资产国有化，因此當地华侨的农场、房屋和商店都遭到充公，他們在獨立戰爭前積聚的财富化为乌有；而且，政府強迫莫桑比克所有的外邦人选择国籍，當地华侨既擔心选择中国国籍後不能享受莫桑比克公民的待遇，又不想履行莫桑比克公民的义务。因此，多数莫桑比克华侨跟随葡萄牙人離開當地，移居到里斯本。1977年，莫桑比克内战爆發；动荡的社会和欠佳的经济令华侨的生存環境更艰难，當地华人的数量由獨立戰爭前的數千人下降至數百人。
1982年，中国驻莫桑比克大使馆的一名隨員在當地工作七年後拒絕返國，並在大使馆內殺死九名外交人員。1985年，一名在中國援助莫桑比克項目擔任翻译和技术員的青年被反政府武装力量袭击而死，年僅23岁:246。
1992年10月，莫桑比克内战告終。雖然此後的莫桑比克開始和平发展，但當地貪腐问题嚴重、社会治安堪憂，不少華人決定撤走；截至2006年，莫桑比克第二大城市贝拉只剩下2名華侨。
近年來，愈來愈多華人赴莫桑比克經商。2007年2月，時任中華人民共和國外交部部長李肇星在致辞時以「中国在非洲的好朋友、好伙伴、好兄弟」形容莫桑比克，又以「战斗的友谊」形容中國與莫桑比克之間的關係；他指莫桑比克政府支持中國統一，而中国也盡力向莫桑比克提供援助。
2023年5月1日，莫桑比克单方面允许中国公民免签证入境莫桑比克30天。而莫桑比克公民入境中国仍需提前办理签证。。

## 經貿關係
- 中國出口到莫桑比克的产品（2012年）[10]
- 莫桑比克出口到中國的产品（2012年）[11]

2013年，中國和莫桑比克的雙邊贸易總额約为16.5亿美元；其中，中國出口到莫桑比克的貨品總额為12亿美元，莫桑比克出口到中國的貨品總额則是4.5亿美元。中國出口到莫桑比克的貨物包括机电产品、运输设备等，而莫桑比克出口到中國的产品則主要是原木、礦物等初级产品；中華人民共和國對60%的莫桑比克輸華产品給予免关税待遇。同年，環境組織環保調查署發表報告，指莫桑比克出口到中國的木材有半數是非法砍伐得來的，又估計此舉已令莫桑比克損失逾2900萬美元，促請中國禁止入口在莫桑比克非法砍伐得來的木材。
2010年代，中國企業万宝粮油有限公司开始在莫桑比克加扎省發展农业，成功在當地建设4个配備现代化設施的农场；万宝粮油有限公司又向莫桑比克农民傳授农业技术，並在當地興建学校和道路等基础设施。

## 文化關係
中華人民共和國政府與莫桑比克政府曾簽訂文化协定，两国亦有文化团體访問對方國家；2007年，莫桑比克岛的一所博物馆開設明代瓷器永久性展覽。位於馬普托的蒙德拉内大学設有一所於2012年開始運作的孔子學院，学生包括莫桑比克国防部的84名军人。

## 外部連結
- 中华人民共和国驻莫桑比克共和国大使馆官方网站（简体中文）（葡萄牙文）
  - 中华人民共和国驻莫桑比克共和国大使馆经济商务处官方网站（简体中文）